# چارلی ویلانوا
چارلی ویلانوا (انگلیسی: Charlie Villanueva؛ زادهٔ ۲۴ اوت ۱۹۸۴) یک بازیکن بسکتبال اهل دومینیکا است. از باشگاه‌هایی که در آن بازی کرده‌است می‌توان به دیترویت پیستونز و میلواکی باکس اشاره کرد. وی هم‌اکنون عضو تیم دالاس ماوریکس است